# نوبة الغزال

تعديل مصدري - تعديل

نوبة الغزال إحدى حارات مدينة القاعدة بمحافظة إب، بلغ تعداد سكانها 234 نسمة حسب تعداد اليمن لعام 2004.